# 大阪市立生魂小学校
大阪市立生魂小学校（おおさかしりつ いくたま しょうがっこう）は、大阪市天王寺区にある公立小学校。

## 概要
校区は大阪上本町駅・上本町6丁目交差点や谷町九丁目駅・谷町9丁目交差点の南側に位置し、古くからの寺院が多い地域である。また校区内には生国魂神社がある。
都心部の少人数校であることを生かし、縦割り集団での異年齢交流に力を入れている。また生国魂神社に伝わる伝統芸能「大阪薪能」の縁で、地域の能楽師の協力を得て、「親子能楽囃子体験教室」や「生魂子ども能楽体験教室」などにもとりくんでいる。

## 沿革
1875年3月15日、当時の東成郡北平野町（町村制施行により東平野町）に第五大区第一小区第二番小学校として開設されたことが、学校の始まりとなっている。東成郡北平野町4丁目（現在の天王寺区上汐2丁目）の良政寺（現在は西淀川区大和田に移転）境内の一角を借りて開設された。
学校名の改称や敷地の移転などを重ね、1921年には大阪市東平野第一尋常高等小学校（生魂小学校）と大阪市東平野第二尋常小学校（のちの大阪市立東平小学校。1991年大阪市立中央小学校に統合され閉校）の2校に分離した。
さらに1925年には大阪市東平野第三尋常小学校（上本町国民学校）を分離させたが、東平野第三小学校は太平洋戦争の戦災により大阪市立大江小学校に統合されて廃校となっている。
1945年3月13日の大阪大空襲では木造校舎を焼失した。翌日に卒業式が予定されていたが、空襲のために卒業式は中止を余儀なくされている。戦災で校舎や校区に大きな被害を受けたため、終戦直後の1946年に廃校とする構想も持ち上がったものの、廃校は免れた。
学制改革により、1947年に大阪市立生魂小学校となった。1960年代には、当時のPTA役員が「都会の子どもにホタルを見せてやりたい」と、滋賀県伊香郡高月町（現在は長浜市に編入）の高月町立古保利小学校に連絡を取り、同校の児童が採集したホタルが生魂小学校に贈られた。ホタルをきっかけに数年間両校の交流が続きマスコミでも紹介されたと、生魂小学校の沿革史に記されている。

### 年表
- 1875年3月15日 - 第五大区第一小区第二番小学校として創立。
- 1879年3月23日 - 公立北平野小学校に改称。
- 1887年3月 - 東成郡北平野尋常高等小学校に改称。
- 1889年9月12日 - 町村制により東平野町となったことに伴い、東成郡公立東平野尋常高等小学校と改称。
- 1897年4月1日 - 東平野町が大阪市に編入。大阪市東平野尋常高等小学校に改称。
- 1921年5月3日 - 大阪市東平野第一尋常高等小学校（当校）と大阪市東平野第二尋常小学校（のちの東平小学校。廃校）の2校へ分離。
- 1923年4月1日 - 大阪市東平野第三尋常小学校（廃校）を分離。
- 1926年10月16日 - 新築校舎の落成式を実施。この日を創立記念日とする。
- 1940年3月31日 - 大阪市生魂尋常高等小学校に改称。
- 1941年4月1日 - 国民学校令により、大阪市立生魂国民学校に改称。
- 1944年9月9日 - 大阪府中河内郡枚岡町（現在の東大阪市）に集団疎開。
- 1945年3月13日 - 大阪大空襲により木造校舎全焼。
- 1947年4月1日 - 学制改革により、大阪市立生魂小学校に改称。
- 1957年5月 - 大阪市教育委員会から、図画工作科の研究校に指定される。

## 通学区域
- 大阪市天王寺区 下寺町1丁目の一部、生玉前町（一部を除く）、上汐3丁目・4丁目、上汐5丁目（一部を除く）、上本町6丁目・7丁目・8丁目のそれぞれ一部。

卒業生は基本的に大阪市立夕陽丘中学校に進学する。

## 出身者
- 織田作之助 - 作家
- 安井郁 - 国際法学者・平和運動家
- 服部良一 - 作曲家
- 今田耕司
- 杉本有美
- 菱田諭士-写真家

## 交通
- Osaka Metro（谷町線・千日前線）谷町九丁目駅南東へ約600m。
- 近畿日本鉄道（近鉄）大阪上本町駅南西へ約600m。
- Osaka Metro谷町線四天王寺前夕陽ヶ丘駅北東へ約750m。